# Abu-Ghuraib-Folterskandal

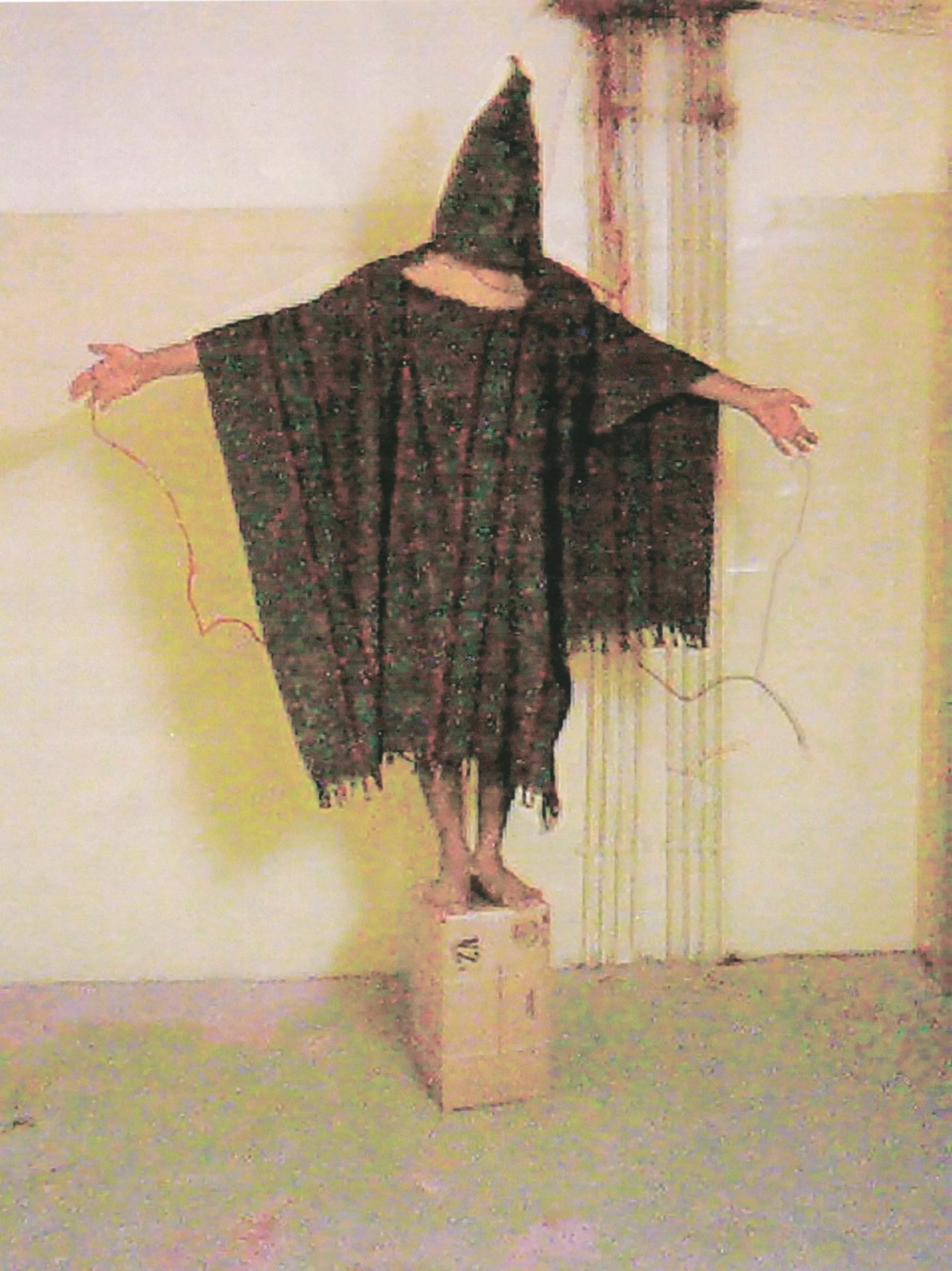
Das Bild des mit Elektroschocks gefolterten Ali al-Quasi wurde zum Symbol des Skandals. An beiden Händen und am Genital waren Elektrodrähte befestigt. Ihm wurde angedroht, dass er durch Elektroschocks hingerichtet würde, fiele er von der Kiste. Als das Foto an die Öffentlichkeit gelangte, behaupteten die US-Stellen, dass die Kabel nicht stromführend gewesen seien.

Der Abu-Ghuraib-Folterskandal (auch: Abu Graib oder Abu Ghraib) war eine Folteraffäre während der Besetzung des Irak durch die Vereinigten Staaten, die weltweit Aufsehen erregte. Dabei wurden irakische Insassen des Abu-Ghuraib-Gefängnisses vom Wachpersonal misshandelt, vergewaltigt und gefoltert, oft bis zum Tod. Die meisten der Insassen seien „Unschuldige [gewesen], die zur falschen Zeit am falschen Ort waren“, sagte ein General später. Aufgedeckt wurde der Skandal durch die Veröffentlichung von Beweisfotos und -videos durch die Presse. Ein Teil der Bilder wurde im Mai 2004 veröffentlicht, ein weiterer Teil im Februar und März 2006.

## Vorgeschichte

### Debatte um die Zulässigkeit der Folter
Nach den Terroranschlägen am 11. September 2001 wurde in den USA verstärkt darüber diskutiert, ob unter gegebenen Umständen Folter erlaubt sein sollte. Auch die Bush-Regierung beschäftigte sich damit. In einem geheimen Memorandum erklärte der spätere Justizminister Alberto R. Gonzales, dass die Gesetze zum Verbot von Folter nicht für so genannte „feindliche Kämpfer“ gelten würden. Außerdem erklärte er, dass Verhörpraktiken wie das Waterboarding nicht als Folter einzustufen seien. Schon bald nach den Anschlägen wurde berichtet, dass die USA Gefangene zum Foltern an andere Staaten übergeben würden.
Im Dezember 2002 billigte Verteidigungsminister Donald Rumsfeld in einem nicht öffentlichen Vermerk 16 spezielle Verhörmethoden für Guantanamo, darunter, dass Gefangenen durch Hunde Angst gemacht wird, dass sie sich bei Verhören nackt ausziehen oder bis zu vier Stunden unbequeme Haltungen einnehmen müssen. Des Weiteren erlaubte Rumsfeld Isolationshaft, Verhöre bis zu 20 Stunden und den Entzug warmer Mahlzeiten.
Seit dem Krieg in Afghanistan werden Gefangene in einem Internierungslager in der Guantánamo-Bucht sowie auf Diego Garcia festgehalten; ihnen wurde sowohl ein gerichtliches Verfahren als auch der Schutz der Genfer Konventionen verwehrt. Auch von dort gab es Berichte über Misshandlungen und Folter.

### Entwicklung nach dem Irakkrieg
Nach dem Ende der offiziellen Kampfhandlungen des dritten Golfkriegs übernahmen US-Truppen Abu Ghuraib und nutzten es als Militärbasis sowie als Gefängnis. Auch die Sicherheitskräfte der neuen irakischen Regierung inhaftierten in einem separaten Abschnitt Häftlinge in eigener Verantwortung.
Ende August 2003 holte US-Verteidigungsminister Rumsfeld General Geoffrey D. Miller, den Befehlshaber des Gefangenenlagers Guantanamo, in den Irak. Nun sollten in dem Gefängnis nicht mehr nur Menschen weggesperrt werden, sondern Informationen für den militärischen Nachrichtendienst beschafft werden. Bis Ende Oktober 2003 verdoppelte sich in vier Wochen die Gefangenenzahl in Abu Ghuraib auf 6000. „90 Prozent der Insassen … waren unschuldig … Sie waren einfach nur zur falschen Zeit am falschen Ort gewesen“, sagt die damalige Abu-Ghuraib-Kommandantin Karpinski heute.

## Publikmachung

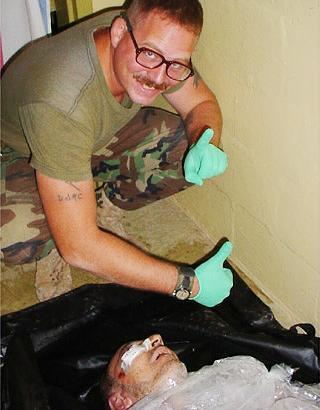
US-Soldat Charles Graner posiert neben dem bei einem Verhör getöteten Gefangenen Manadel al Jamadi.

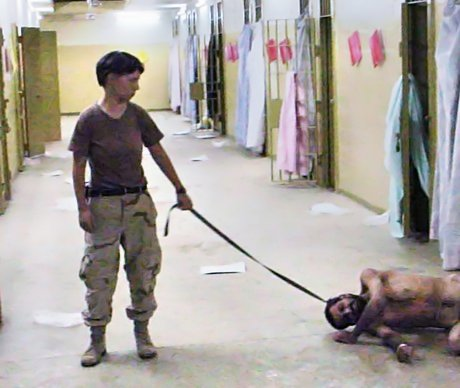
Lynndie England mit angeleintem Gefangenen.

Im April 2004 geriet die Anlage in die Schlagzeilen, als der Fernsehsender CBS in einer Folge seines Fernsehmagazins 60 Minutes II über Folter, Missbrauch und Erniedrigungen von Gefangenen durch US-amerikanische Soldaten berichtete. Die dabei ausgestrahlten Bilder sollen im November oder Dezember 2003 aufgenommen worden und auch schon Gegenstand von Untersuchungen der US Army gewesen sein.
Im Mai 2004 gelangten Berichte und Fotos in die Medien, die belegen, dass amerikanische Mitarbeiter von Militär- und Geheimdiensten sowie von privaten Militärunternehmen Gefangene im Abu-Ghuraib-Gefängnis nahe Bagdad gefoltert haben. Anfang 2006 tauchten hunderte weiterer Fotos mit Bildern und Videos bislang ungeahnter Brutalität auf. Auf den Fotos werden Menschen während Misshandlungen beziehungsweise in entwürdigenden Haltungen gezeigt.
Auch sind im Mai 2004 Aussagen und Bilder über Vergewaltigungen von männlichen und weiblichen irakischen Gefangenen im Abu Ghuraib durch US-Soldaten in die Medien (u. a. CBS News, ZNet) gelangt.
Hinzu kamen nach übereinstimmenden Medienberichten ca. 100 Todesfälle durch das Folterprogramm im Irakkrieg. Dabei handelte es sich nicht um schlichte Unfälle, als welche die Fälle zunächst dargestellt wurden, sondern um systematische Folter bis zum Tod. Damit ging es bei dem Skandal auch um Mord, was bei der bisherigen juristischen Aufarbeitung keine Rolle gespielt hatte.

## Reaktionen auf Foltervorwürfe

### International
Der Skandal rief weltweit bei Regierungen und in den Medien große Empörung gegen das Verhalten der US-amerikanischen Beteiligten und Verantwortlichen hervor.
Die Schweizer Außenministerin Micheline Calmy-Rey bestellte die Botschafter der USA und Großbritanniens zu sich, um gegen die Misshandlung von irakischen Gefangenen zu protestieren.
Der deutsche Außenminister Joschka Fischer verurteilte die Folter irakischer Gefangener durch US-Soldaten im Gefängnis Abu Ghuraib. Ebenso sprachen die Vereinten Nationen schärfste Kritik an den Handlungen aus.
In größter Besorgnis äußerte sich auch der Heilige Stuhl: Der Skandal heize den Hass der Araber gegen den Westen und vor allem gegen die Christenheit an, sagte der „Außenminister“ des Vatikans, Erzbischof Giovanni Lajolo, der Tageszeitung La Repubblica: „Die Misshandlungen? Sie sind ein größerer Schlag für die USA als der 11. September. Der Punkt ist, dass dies nicht von Terroristen herbeigeführt wurde, sondern von Amerikanern gegen sich selbst.“
Unter anderem musste Rumsfeld sich einem öffentlichen Ausschuss des US-Kongresses stellen. Mitglieder der US-amerikanischen Opposition forderten seinen Rücktritt.

### Großbritannien und USA
- Der damalige US-amerikanische Präsident Bush und der damalige Verteidigungsminister Donald Rumsfeld entschuldigten sich öffentlich für die Vorfälle.
- Es gab widersprüchliche Aussagen der USA und ihres engsten Verbündeten Großbritannien über den Zeitpunkt für den geplanten Abzug aus dem Irak. Wenn die Irakische Übergangsregierung nach der Machtübernahme am 30. Juni 2004 dies wünschte, würde sich die US-Army zurückziehen, sagten der Statthalter Paul Bremer, US-Außenminister Colin Powell und sein britischer Amtskollege Jack Straw. Dem widersprach aber anschließend Präsident Bush: Die US-Streitkräfte würden auch nach der für Ende Juni geplanten Machtübergabe an eine Übergangsregierung im Irak bleiben.
- US-Soldaten dürfen bei ihren Verhören in Gefängnissen im Irak keinen Zwang mehr ausüben. Der oberste Kommandeur der US-Truppen im Irak, Ricardo S. Sánchez, verbot bisher gebilligte Maßnahmen wie Schlafentzug oder stundenlanges Ausharren in der Hocke.
- Der stellvertretende US-Verteidigungsminister Paul Wolfowitz räumte ein, dass die Verhörmethoden amerikanischer Soldaten in irakischen Gefängnissen gegen die Genfer Konvention verstießen. Er widersprach damit seinem Vorgesetzten Donald Rumsfeld, der diese Praktiken zuvor noch verteidigt hatte.
- Am 19. Mai 2004 wurde Jeremy Sivits, der einige der Folterfotos gemacht hatte, als erster Soldat von einem Militärgericht zu einem Jahr Haft verurteilt. Außerdem wurde er degradiert und unehrenhaft aus der Armee entlassen.
- Präsident Bush sagte der Bagdader Tageszeitung Assaman, dass der Skandal um die Misshandlung irakischer Gefangener durch US-Soldaten rückhaltlos aufgeklärt werde.
- Der konservative Radiomoderator Rush Limbaugh sagte über den Folterskandal: „Es gibt keinen Unterschied zwischen dem, was getan wurde, und den Initiationsritualen bei der Studentenverbindung Skull and Bones, und wir werden das Leben von Menschen ruinieren und unsere militärischen Anstrengungen schwächen, und dann werden wir die bestrafen, bloß weil sie eine gute Zeit hatten. Wissen Sie, auf diese Leute wird jeden Tag geschossen, ich spreche von Leuten, die eine gute Zeit haben. Haben Sie jemals von emotionalem Stressabbau dieser Leute gehört?“[9]
- Der konservative Radiomoderator Michael Savage sagte über das gleiche Thema: „Anstatt Joysticks hätte ich gerne gesehen, wie man Dynamit in ihre Körperöffnungen gesteckt hätte.“ Außerdem sagte er: „Wir brauchen nicht weniger Taktiken der Demütigungen, sondern mehr.“ Wiederholt bezeichnete er Abu Ghuraib als „Grab-an-Arab prison“ (deutsch: „Schnapp-dir-’nen-Araber-Gefängnis“).[10]

## Einzelaspekte
Die Bilder zeigen unter anderem nackte Gefangene, die zu Oralsex gezwungen worden sein sollen, sowie einen Gefangenen, der an Elektrokabel angeschlossen ist, als werde er mit einer Hinrichtung durch Elektrizität bedroht. Darüber hinaus gibt es ein Bild, das einen Gefangenen zeigt, der tot zu sein scheint. Nach Auskunft von CBS hat die US Army noch wesentlich mehr Fotos dieser Art, einschließlich eines, das einen Gefangenen zeigt, der von einem Hund angefallen wird.
Ein Gefangener trägt Beschuldigungen vor, unter der Aufsicht von US-Soldaten vergewaltigt worden zu sein. Dokumentiert ist ebenfalls, wie US-Soldaten Gefangene mit Kot beschmieren, die Vergewaltigung einer weiblichen Gefangenen sowie das Entblößen der Brüste zwecks Fotografierung.
Das Internationale Komitee vom Roten Kreuz (IKRK) hat die US-Behörden nach eigenen Angaben bereits vor Monaten dazu angehalten, gegen die Misshandlungen irakischer Häftlinge einzuschreiten: „Unsere Erkenntnisse wurden bei unterschiedlichen Gelegenheiten zwischen März und November 2003 erörtert, entweder in direkten Gesprächen oder in schriftlichen Eingaben“, gab Pierre Krähenbühl vom IKRK am 7. Mai 2004 in Genf bekannt.

### Manadel al-Jamadi

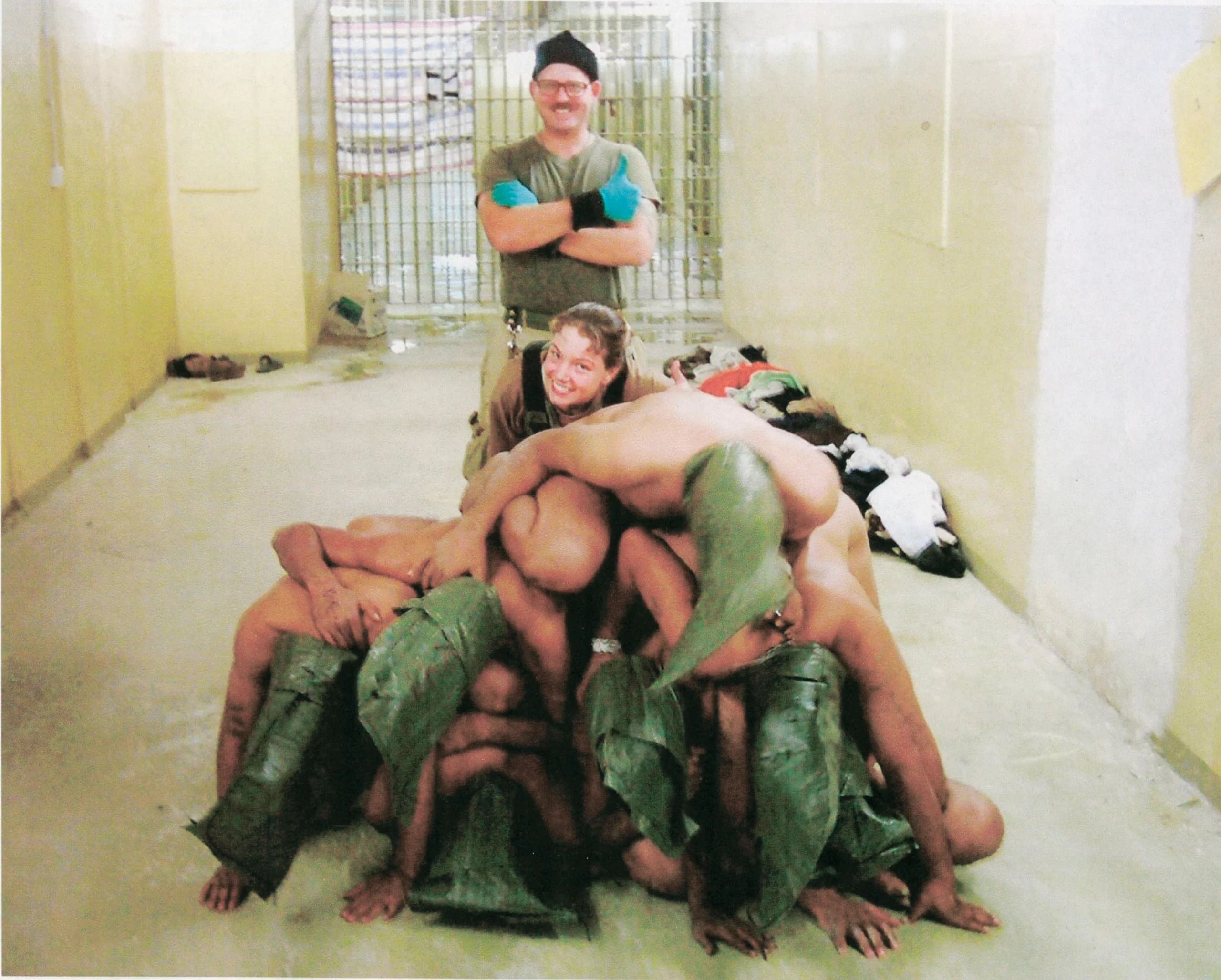
Charles Graner und Sabrina Harman posieren hinter einer menschlichen Pyramide aus irakischen Gefangenen im Gefängnis von Abu Ghuraib

Am 4. November 2003 starb in Abu Ghuraib der Gefangene Manadel al-Jamadi. Bereits bei seiner Festnahme sei er geschlagen worden, bei einer Schlägerei mit einem Soldaten fiel ein Ofen auf Al-Jamadi. Er wurde von SEALs abtransportiert und in deren Lager am Flughafen Bagdad gebracht. Schließlich wurde al-Jamadi dort in einen sogenannten „Toberaum“ (engl. Romper Room) gebracht, wo er unter anderem von CIA-Beamten mit Wasser übergossen und nackt ausgezogen wurde. Ein CIA-Vernehmer soll sich mit seinem ganzen Gewicht gegen al-Jamadis Brustkorb auf einen Druckpunkt gestemmt haben, so dass al-Jamadi unter Schmerzen aufstöhnte. Dann wurde er nach Abu Ghuraib gebracht. Dort brachte man ihn in den Duschraum und hängte seine Hände über seinem Kopf auf, so dass er zwar stehen konnte, aber wenn seine Knie nachgaben, hing er mit seinem gesamten Körpergewicht an den Handgelenken. Al-Jamadi trug eine Kapuze. 45 Minuten nachdem er in Abu Ghuraib ankam, starb er. Er war an der Kombination aus einigen Rippenbrüchen (durch seine Behandlung auf dem Weg nach Abu Ghuraib) und der Fesselung erstickt. Anwesende CIA-Agenten sollen die blutige Kapuze al-Jamadis als belastendes Beweisstück vernichtet haben. Die Soldaten Charles Graner und Sabrina Harman sind auf Fotos mit der Leiche al-Jamadis zu sehen.

### Verstrickung von Ärzten
An den Folterungen im irakischen Gefängnis Abu Ghuraib sollen nach Angaben eines US-Wissenschaftlers auch Ärzte beteiligt gewesen sein. Diese hätten mit ihrem Verhalten ethische Werte der Medizin gebrochen und Menschenrechte verletzt, schreibt der amerikanische Bioethiker Steven Miles im Fachmagazin The Lancet. Der Doktor der Medizin und Professor an der Universität von Minnesota verlangte eine offizielle Untersuchung über die Rolle der Ärzte beim Folterskandal.
Miles wertete Protokolle des US-Kongresses aus, Aussagen von Inhaftierten und Soldaten, ärztliche Berichte und Pressemeldungen. Ein Militärsprecher bestätigte, die meisten der in dem Artikel beschriebenen Vorfälle und Anschuldigungen seien von den Streitkräften selbst dokumentiert worden.
Miles schreibt, laut Aussagen von Verantwortlichen der US Army hätten ein Psychiater und ein weiterer Arzt die Befragungsmethoden in Abu Ghuraib entworfen und genehmigt sowie die Verhöre überwacht. Er schildert einen Fall, der von einem Häftling beeidet worden sei: Ein Gefangener sei nach Schlägen bewusstlos zusammengebrochen und von Pflegekräften wiederbelebt worden. Diese seien dann gegangen, danach sei der Mann erneut misshandelt worden. Außerdem gebe es Berichte, dass Ärzte selbst Gefangene misshandelt hätten.
Miles zitiert ferner einen Offizier der Militärpolizei: Ein Arzt habe einem unter Folter gestorbenen Inhaftierten eine Infusion in die Vene gelegt, damit es so aussehe, als habe der Mann im Krankenhaus noch gelebt. Totenscheine von Gefangenen in Afghanistan und im Irak seien gefälscht worden. „Die Ärzte bestätigten routinemäßig den Tod durch Herzinfarkt, Hitzeschlag oder andere natürliche Todesursachen“, schreibt Miles. Nur wenige Einheiten im Irak und in Afghanistan hätten den Gefangenen die von den Genfer Konventionen geforderten monatlichen Untersuchungen ermöglicht, Ärzte hätten nicht für eine regelmäßige medizinische Betreuung gesorgt.

### Mitchell und Jessen
Die amerikanische Bürgerrechtsorganisation ACLU reichte eine Klage gegen die beiden Psychologen James Mitchell und John Jessen ein. Diese waren mit ihrer Firma Mitchell Jessen and Associates bei der CIA unter Vertrag, um Foltermethoden zu entwickeln, dabei führten sie illegale Versuche an Gefangenen durch, um die Methoden zu verfeinern. Beide nahmen persönlich an Folterungen teil, überwachten die Einführung des Programms bei der CIA und erhielten dafür einige Millionen US-Dollar.

### Weitere Aufarbeitung
Am 15. Februar 2006 veröffentlichte der australische Sender SBS weitere Bilder, die das Pentagon trotz eines Gerichtsurteils unter Verschluss halten wollte. Der Moderator der Sendung Dateline erklärte den Zuschauern, dass die bisher unveröffentlichten Bild-Dokumente aus jener Sammlung stammen, die im Jahr 2004 weltweit Empörung hervorgerufen hatte. Der Sender begründete die Ausstrahlung der Bilder mit seiner Informationspflicht und Pressefreiheit. Sie würden enthüllen, dass die Misshandlungen – sexuelle Erniedrigung, Verstümmelung und Folter bis hin zum Tod – „verbreiteter und viel schlimmer“ gewesen seien als bisher angenommen. Weitere Fotos wurden von der australischen Zeitung „Sydney Morning Herald“ ins Internet gestellt. Dort sind unter anderem auch Leichen sowie Körperteile mit Brandwunden und anderen Verletzungen zu sehen.
Am 9. März 2006 kündigten die USA an, die Kontrolle über das Gefängnis komplett an die irakischen Sicherheitsbehörden übergeben zu wollen, die das Gefängnis als Lagerhaus für das Justizministerium nutzen wollten, und die Gefangenen zu verlegen. Stattdessen beabsichtigte die US-Regierung, den Neubau eines Hochsicherheitsgefängnisses zu finanzieren.
Am 14. März 2006 veröffentlichte das US-Internetmagazin Salon.com 280 Fotografien und 19 Videos, die zum Teil bisher unbekannt waren. Die Sprecherin des Internationalen Komitees vom Roten Kreuz (IKRK) Dorothea Krimitsas äußerte sich „schockiert“ über die neu veröffentlichten Folterbilder. „Wir sind bestürzt über die Misshandlungen“, sagte sie der Schweizer Nachrichtenagentur SDA am 16. März 2006.
Der ehemalige US-Soldat Joshua Casteel, der in Abu-Ghuraib gedient hatte, sagte über seine dortigen Erlebnisse:

„Sie haben dort mit dem Einsatz der Spezialeinheiten die Insassen regelmäßig befragt. Es gab auch oft Folterungen. Beispielsweise wurden die Gefangenen nackt in eiskaltes Wasser gestellt und dann in einem Raum mit Klimaanlage, die auf extrem hohe Temperaturen gestellt wurde. Ihre Hände wurden mit Hämmern geschlagen. Auch Baseballschläger wurden benutzt.“

Am 27. Mai 2009 veröffentlichte die englische Tageszeitung Daily Telegraph einen Artikel, in dem die unveröffentlichten Fotos aus Abu Ghuraib und sechs anderen Gefängnissen beschrieben werden. Diese zeigen Folter, sexuellen Missbrauch von Jugendlichen und Erwachsenen sowie Vergewaltigungen. Laut Artikel entschied sich Präsident Obama, diese Fotos doch nicht zu veröffentlichen, weil der mit der Untersuchung und Einstufung der Beweise betraute Generalmajor Antonio Taguba erklärte, dass eine Publizierung der Fotos „nur“ zu Zivilklagen führen würde und die auf den Dokumenten ersichtlichen Militärangehörigen identifiziert und geeignete Mittel ergriffen worden seien.
Durch Recherchen des Guardian wurde 2013 bekannt, dass die vom US-Militär in Lateinamerika eingesetzten Techniken zur Unterdrückung von Oppositionellen ab 2003 auch im besetzten Irak benutzt wurden. Dazu gehörten auch „alle Arten von Foltertechniken zur Gewinnung von Geständnissen“, darunter Elektroschocks, umgekehrtes Aufhängen und das Ausreißen von Fingernägeln. Dabei seien auch Veteranen, wie James Steele, der das Militär in El Salvador in Foltermethoden ausgebildet hatte, zum Einsatz gekommen und hätten aktiv Foltermaßnahmen im Irak eingesetzt oder geleitet. Dies sei von höchsten Stellen des US-Militärs genehmigt gewesen.

## Juristische Aufarbeitung

### USA
- Als Rädelsführer galt Charles Graner. Er wurde in den USA von einem Militärgericht zu zehn Jahren Haft verurteilt und nach sechseinhalb Jahren wegen guter Führung entlassen.
- Die auf vielen Bildern posierende Lynndie England wurde zu drei Jahren Haft verurteilt und nach weniger als zwei Jahren aus der Haft entlassen.
- Brigadegeneral Janis Karpinski (* 1954), von Juni 2003 bis Januar 2004 Kommandantin von Abu-Ghuraib (und 16 weiteren irakischen Haftanstalten), wurde 2005 zum Oberst degradiert[19] mit der Begründung, in einem Supermarkt „eine Flasche Parfüm geklaut zu haben“.[3] Sie war die ranghöchste Offizierin, die zur Verantwortung gezogen worden war, bekam aber nie einen Prozess – ihrer Einschätzung nach, da Verteidigungsminister Rumsfeld und Vizepräsident Cheney „nicht wollten, dass ich unter Eid aussage“.[3] Sie bezeichnete sich selbst als Prügelknabe und bestritt jedes Wissen um die Folterungen.[20]
- Colonel Thomas Pappas wurde am 13. Mai 2005 seines Kommandos enthoben. Er wurde zu einer Strafe von 8.000 US-Dollar verurteilt, weil er es zugelassen hatte, dass Hunde zu den Verhören zugelassen wurden.
- Lieutenant Colonel Steven L. Jordan war der höchstrangige US-Offizier, der in diesem Skandal angeklagt wurde.[21] Im Laufe des Verfahrens wurden alle Anklagepunkte fallengelassen.[22][23]
- Staff Sergeant Ivan Frederick gab am 20. Oktober 2004 ein Schuldeingeständnis ab. Er wurde zu acht Jahren Haft, der unehrenhaften Entlassung aus der Armee und zur Zahlung einer Geldstrafe verurteilt.[24]
- Sergeant Javal Davis gab am 4. Februar 2005 ein Schuldeingeständnis ab. Er wurde zu einer Haftstrafe von sechs Monaten verurteilt und degradiert.
- Specialist Jeremy Sivits wurde am 19. Mai 2004 nach einem Schuldeingeständnis zu einer Haftstrafe von mindestens zwölf Monaten verurteilt und degradiert.[25]
- Specialist Armin Cruz wurde nach einem Schuldeingeständnis und der Beschuldigung von Komplizen zu einer Haftstrafe von acht Monaten verurteilt und degradiert.[26]
- Specialist Sabrina Harman wurde am 17. Mai 2005 zu einer Haftstrafe von sechs Monaten verurteilt,[27] die sie in der Naval Consolidated Brig, Miramar, absaß.[28]
- Specialist Megan Ambuhl wurde am 30. Oktober 2004 degradiert und musste einen halben Monatslohn Strafe bezahlen.[29]
- Sergeant Santos Cardona musste 90 Tage harte Arbeit im Fort Bragg, North Carolina verrichten. Er wurde dann zur Ausbildung irakischer Polizisten abkommandiert.[30] 2009 wurde er in Afghanistan getötet, wo er als Regierungsberater arbeitete.
- Specialist Roman Krol wurde am 1. Februar 2005 nach einem Schuldeingeständnis zu einer Haftstrafe von zehn Monaten verurteilt und degradiert.[31]
- Specialist Israel Rivera, der bei den Misshandlungen am 25. Oktober anwesend war, sagte nicht aus, um sich nicht selbst zu belasten. Er wurde nicht verurteilt.
- Sergeant Michael Smith musste 179 Tage in Haft verbringen und eine Strafe von 2.250 US-Dollar bezahlen. Er wurde degradiert.
- Am 12. November 2024 sprach ein Bundesgericht das im US-Bundesstaat Virginia ansässige Unternehmen CACI Premier Technology für seine Mitwirkung bei der Folterung irakischer Männer im Gefängnis von Abu Ghraib in den Jahren 2003–2004 für haftbar und verpflichtete es zur Zahlung von 3 Millionen Dollar Schadensersatz für jeden der drei Kläger sowie 11 Millionen Dollar Strafschadensersatz, insgesamt also 42 Millionen Dollar.[32][33][34] CACI beteuert weiterhin, nicht verantwortlich zu sein, und kündigte Berufung gegen das Urteil an.[35]

### Anklage in Deutschland
Am 13. September 2005 verwarf das Oberlandesgericht Stuttgart den Klageerzwingungsantrag der 17 Folteropfer und der Menschenrechtsorganisation Center for Constitutional Rights (CCR) als unzulässig. Generalbundesanwalt Kay Nehm hatte zuvor davon abgesehen, nach Anzeige ein Ermittlungsverfahren gegen u. a. US-Verteidigungsminister Donald Rumsfeld einzuleiten.

## Künstlerische Aufarbeitung

### Film
- In dem türkischen Spielfilm Tal der Wölfe – Irak werden Folterszenen aus Abu-Ghuraib dargestellt.
- Der Dokumentarfilm Standard Vorgehensweise (Standard Operating Procedure) von Errol Morris beleuchtet eindrücklich die Geschichte hinter den Bildern und lässt Täter zu Wort kommen.
- Eine Dokumentation namens Ghosts of Abu Ghraib aus dem Jahr 2007 lässt sowohl Opfer als auch Täter zu Wort kommen und zieht den Vergleich zum Milgram-Experiment. Regie führte Rory Kennedy.
- Fotos des Skandals werden in Alfonso Cuaróns Film Children of Men aus dem Jahre 2006 gezeigt.
- Kriegsfilm Boys of Abu Ghraib aus dem Jahr 2014. Regie Luke Moran.
- Im Spielfilm The Card Counter des Regisseurs Paul Schrader aus dem Jahr 2021 waren die von Oscar Isaac verkörperte Hauptfigur William Tell sowie der von Willem Dafoe gespielte Major John Gordo früher an Folterungen in Abu Ghuraib beteiligt.

### Bildende Kunst
- Bereits 2004 präsentierten das International Center of Photography in New York und The Andy  Warhol Museum in Pittsburgh die Fotoausstellung „Inconvenient Evidence“.[38]
- Provokant wurde der Folterskandal vom Maler Fernando Botero aufgearbeitet.[39][40][41]
- Das Museo di Roma in Trastevere zeigte 2007 in der Ausstellung „Abu Gharib. Abuse of Powerr“ Karten von  Susan Crile.[42]
- Daniel Heyman zeigte 2007 in der Ausstellung „I am Sorry It is Difficult to Start“ in der Brown University in Providence Portraits von Opfern von Abu Ghuraib.[43]
- Auf der Berlin Biennale 2022 sorgte ein mit Fotos aufgebautes Labyrinth des Schreckens des französischen Künstlers Jean-Jacques Lebel in den Rieckhallen des Museums Hamburger Bahnhof für Aufsehen und einen Protestbrief von Künstlern.[44][45][46][47]